# Hirstienus nanus
Hirstienus nanus is een hooiwagen uit de familie Pyramidopidae.